# Modèle numérique d'élévation
Le Modèle Numérique d’élévation (MNE) est une version améliorée du modèle numérique de terrain qui comprend, non seulement les altitudes cartographiées du sol brut, mais aussi les élévations réelles des bâtiments ou flore naturelle.